# Conacul familiei Janovski
Conacul familiei Janovski (uneori Ianovschi), numit și Drăgălina, este un monument de arhitectură de importanță națională din satul Gura Bîcului, raionul Anenii Noi (Republica Moldova), construit în secolul al XIX-lea.
Conform unor date din 1817, pămîntul din preajma actualului sat Gura Bîcului era moșia generalului-maior al armatei ruse, Catargiu, care a primit această ocină în dar din partea împăratului rus în urma războiului ruso-turc din 1806–1812. Mai tîrziu, în 1859, această moșie devine proprietatea generalului-colonel de origine poloneză Janovski, urmaș al lui Catargiu.
Ulterior, boierul și militarul Janovski a construit conacul, iar soția sa, Anastasia Janovski, a fost ctitorița bisericii din Gura Bîcului, lucru demonstrat și de mormîntul ei din ograda bisericii. Beciul domnesc a fost construit după proiectul arhitectului Alexandru Bernardazzi.
Complexul a inclus un conac, cu un parc, moara, grajduri mari, un subsol imens, cu un sistem unic de ventilație, fabrica de țiglă și cărămidă și diverse alte dependințe. În diferite perioade, moșia a avut ca oaspeți pe regele Carol al Xll-lea și Alexandru Pușkin. Tot aici, au fost filmate cîteva scene ale filmului „Lăutarii“, de Emil Loteanu.
De la conac, în jos, pe pantă șerpuiește un drum pitoresc care duce spre malul Nistrului. Aici s-au păstrat cîțiva copaci seculari.
În mai multe privințe această moșie este unică și nu există una similară în Republica Moldova. În primul rînd, acest lucru se referă la beciurile cu vinuri, la fabrica de cărămizi și țiglă și la moara uriașă. O moară analogă cu aceasta a existat încă la o moșie, în satul Brînzeni, raionul Edineț.
Actualmente, se află în stare de degradare avansată, fiind în proprietate privată.

## Vezi și
- Lista conacelor din Republica Moldova